# Очі світанку
Очі світанку (кор.: хангиль: 여명의 눈동자, ханча: 黎明의 눈瞳子, НЛ: Yeomyeongui Nundongja) — південнокорейський телесеріал, де у головних ролях Чхве Че Сон, Чхе Сі Ра та Пак Сан Вон. Режисером серіалу є Кім Чон Хак, а написаний сценаристом Сон Чі На на основі 10-томного однойменного роману Кім Сон Джон (опублікований у 1981 році), історія охоплює роки від японського колоніального періоду до Другої світової війни, Визволення Кореї та Корейської війни.
З бюджетом у 7.2 мільярди вон, закордонними зйомками в Китаї та на Філіппінах, і понад 270 акторами та 21 000 статистів, «Очі світанку» була однією з перших корейських драм, яку було повністю знято перед трансляцією і найбільшим корейським телевізійним виробництвом на той час. Серіал транслювався на телеканалі MBC з 7 жовтня 1991 року по 6 лютого 1992 року, має у загальній кількості 36 серій та досяг максимального рейтингу перегляду глядача у 58,4 %, що робить його 9-ю найпопулярнішою корейською драмою всіх часів.

## Акторський склад

### Головні ролі
- Чхве Че Сон як Чхве Те Чхі (Сакаї)
  - Чан Ток Су як Чхве Те Чхі у дитинстві
- Чхе Сі Ра як Юн Йо Ок
  - Кім Мін Чон як Юн Йо Ок у дитинстві
- Пак Сан Вон як Чан Ха Рім (Харімото Нацуо)
  - Кім Тхе Джін як Чан Ха Рім у дитинстві

### Другорядні ролі

#### Люди навколо Йо Ок
- Чхве Пуль Ам як Юн Хон Чхоль, батько Йо Ок
- Хан Чха Доль як Чхве Те Ун, син Те Чхі і Йо Ок
- О Йон Су як Пон Сун

#### Люди навколо Ха Рім
- Кім Со Вон як мати Ха Ріма і Кьон Ріма
- Кім Тон Хьон як Чан Кьон Рім, старший брат Ха Ріма
- Ан Хє Сук як дружина Кьон Ріма

#### Інші
- Пак Кин Хьон як Чхве Ту Іль (Сузукі)
- Лі Чон Ґіль як Кім Кі Мун
- Чан Хан Сон як О Чан з OOE
- Пак Ін Хван як рядовий Ку По Да
- Ім Хьон Сік як Хван Сон Чхоль
- Кім Хин Кі як теві[en] Міда Йошінорі
- Ко Хьон Джон як Ан Мьон Джі
- Чхве Хьон Мі як Лі Кьон Е
- Сім Ян Хон як юрист Пак Чхан Сок
- Нам Сон Хун як Пек Ін Су
- Лі Чхан Хван як президент Лі Синман
- Мін Чі Хван як генерал-лейтенант Сіро Ісії загону 731
- Кім Кі Джу як командир Реня Мутаґучі[en] 15-ої армії[en]
- Кім Ту Сам як Марутська військова поліція
- Чон Ун як генерал Хван
- Кім Ін Мун як Лі Мін Соп
- Кук Чон Хван як Кім Ток Дже
- Сін Тон Хун як Лідер
- Пак Йон Су як Лі Чу Хван
- Пьон Хі Бон як Пак Чхун Ґим
- Хон Сон Мін як Квак Чхун Бу
- Лі Вон Дже як Чо Мун Ґві
- Кім Йон Ок як бабуся Кім
- Кім Чі Йон як міс Ан
- Чхве Сан Хун як генерал Кім
- Чон Джін як Ко Чхан Де
- Нам Пхо Дон як Пу Тхе Джон
- Ю Син Бон як kКім Чон Сік
- Лі Те Ро як Ан Че Хон
- Чхве Мьон Су як Чо Пьон Ок
- Пак Ун як Но Іль Йон
- Лі Хьо Чон як Кім Ік Рьоль
- Чхве Пьон Хак як голова поліції Мун
- Пак Йон Джі як детектив О
- Кім Йон Сок як патрульний Сон
- Пак Се Джун як лейтенант Мун
- Чон Тон Хван як прокурор Кім Син Вон
- Чон Хан Хон як Нішіхара
- Кім Хон Сок як Ооваку
- Ім Те Хо як Кенджі
- Юн Чхоль Хьон як лейтенант Тамура загону 731
- Лі Хі До як рядовий Охара загону 731
- Хон Сун Чхан як Ісакі з групи експериментів на тваринах загону 731
- Юн Мун Сік як Ко Ґа
- Чон Сон Мо як Лі Сон До
- Чон Хо Ґин як Квон Тон Джін
- Чон Мьон Хван як Кан Ґюн
- Сон Кьон Чхоль як агент OSS Пак Іль Ґук
- Кім Чу Йон як Со Кан Чхон
- Кім Хьон Джу як Ка Чи Кко, коханка Ха Ріма і власниця пансіону
- Чон Мі Сон як О Сун Е
- Лі Йон Даль як дідусь Сун Е
- Кім На Ун як Ме Ран
- Квак Чін Йон як Ім Кап Сен
- Чон Ок Сон як дружина пана Ко
- Лі Сон Ун як японський детектив високого рівня Ямада
- Мен Сан Хун як Конно
- Лі Мі Кьон як Ханако
- Квон Ин А як Мін Хі
- Кім Кіль Хо як батько Ка Чи Кко
- Нам Йон Джін як Квон Чун Ґу
- Хван Пом Сік як Чхве Сон Ґин
- Ім Мун Су як чиновник Комуністичної партії[en]
- Кім Кі Хьон як Кім Кі Мун
- Но Йон Ґук як Кім Хо
- Хан Сок Ґю як молода чоловік з Собука
- Ім Чхан Джон як Кіль Су
- На Йон Джін як народний комісар
- Хон Сон Сон як молода чоловік із пов'язкою на руці
- Со Йон Е як жінка Сан Бома
- Мун Мі Бон як стара жінка Кім
- Денніс Крістен як лейтенант-полковник Аялті
- Хан Ин Джін як стара жінка Ким
- Кім Юн Хьон як генерал Кім
- Пак Йон Тхе як Хан Кю Хі
- Кім Тон Ван як хірург загону 731
- Хан Тхе Іль як теві загону 731
- Ю Тхун як працівник штаб-квартири загону 58
- Лі Чхі У як сержант
- Чха Че Хон як детектив Кан
- Ан Чін Су як Чхве Чхон
- Кім Мьон Су як Чон Хун
- Пак Кьон Хьон як допитувач Ом
- Лі Кван Хун як офіцер OSS
- Хон Син Ок як дружина Сон Чхоля
- Ю Мьон Сун як мати Іль Ґука
- Пак Чон Соль як робітник північнокорейських партизан
- О Син Мьон як директор комісаріату
- Хван Юн Ґоль як член Комуністичної партії
- Лі Пьон Сік як допитувач Комуністичної партії 1
- Кім Тон Хьон як допитувач Комуністичної партії 2
- Сім У Чхан як член Комуністичної партії
- Лі Сон Хо як член Комуністичної партії
- Чхв Юн Хі як чоловік на острові Чеджу
- Пак Хьон Джун як молодий чоловік на анти-приватизаційному протесті
- Ку По Сок як робітник північнокорейських партизан

## Оригінальні звукові доріжки
| Eyes of Dawn (Original Television Soundtrack) | Eyes of Dawn (Original Television Soundtrack)                                            | Eyes of Dawn (Original Television Soundtrack) | Eyes of Dawn (Original Television Soundtrack) | Eyes of Dawn (Original Television Soundtrack) |
| #                                             | Назва                                                                                    | Автор музики                                  | Виконавець                                    | Тривалість                                    |
| --------------------------------------------- | ---------------------------------------------------------------------------------------- | --------------------------------------------- | --------------------------------------------- | --------------------------------------------- |
| 1.                                            | «(Main Title: Love Theme) Eyes of Dawn» (Main Title: Love Theme 여명의 눈동자)           | Чхве Кьон Сік                                 | Чхве Кьон Сік і Oasis Music Choir             | 1:55                                          |
| 2.                                            | «(Sub Title: Love Theme) Yeo-ok's Theme» (Sub Title: Love Theme 여옥의 테마)             | Чхве Кьон Сік                                 | Чхве Кьон Сік і Oasis Music Choir             | 1:42                                          |
| 3.                                            | «Shade of Battlefield» (전선의 그늘)                                                     | Чхве Кьон Сік                                 | Чхве Кьон Сік і Oasis Music Choir             | 2:59                                          |
| 4.                                            | «Dream at a Faraway Land» (이역에서의 꿈)                                                | Чхве Кьон Сік                                 | Чхве Кьон Сік і Oasis Music Choir             | 0:58                                          |
| 5.                                            | «Twilight (1)» (황혼 1)                                                                  | Чхве Кьон Сік                                 | Чхве Кьон Сік і Oasis Music Choir             | 1:15                                          |
| 6.                                            | «Ga Jeuk-ko's Theme: Rain on the Empty Place» (가쯔꼬 테마 : 빈자리에 내리는 비)         | Чхве Кьон Сік                                 | Чхве Кьон Сік і Oasis Music Choir             | 1:23                                          |
| 7.                                            | «Poem of Farewell» (이별의 시)                                                           | Чхве Кьон Сік                                 | Чхве Кьон Сік і Oasis Music Choir             | 2:26                                          |
| 8.                                            | «Sad Room» (우울한 방)                                                                   | Чхве Кьон Сік                                 | Чхве Кьон Сік і Oasis Music Choir             | 1:17                                          |
| 9.                                            | «The Gone Ones and the Others (1)» (떠난자와 남은 자 1)                                  | Чхве Кьон Сік                                 | Чхве Кьон Сік і Oasis Music Choir             | 2:41                                          |
| 10.                                           | «Silence of the Jungle (1)» (정글의 침묵 1)                                              | Чхве Кьон Сік                                 | Чхве Кьон Сік і Oasis Music Choir             | 2:38                                          |
| 11.                                           | «Silence of the Jungle (2)» (정글의 침묵 2)                                              | Чхве Кьон Сік                                 | Чхве Кьон Сік і Oasis Music Choir             | 3:04                                          |
| 12.                                           | «Solitude of the Soldier» (병사의 고독)                                                  | Чхве Кьон Сік                                 | Чхве Кьон Сік і Oasis Music Choir             | 2:21                                          |
| 13.                                           | «Confrontation» (대치 Theme)                                                             | Чхве Кьон Сік                                 | Чхве Кьон Сік і Oasis Music Choir             | 1:21                                          |
| 14.                                           | «Reunion of Old Soldier» (노병사의 재회)                                                 | Чхве Кьон Сік                                 | Чхве Кьон Сік і Oasis Music Choir             | 1:30                                          |
| 15.                                           | «The Rebellion of Maryta» (마루타의 반란)                                                | Чхве Кьон Сік                                 | Чхве Кьон Сік і Oasis Music Choir             | 3:49                                          |
| 16.                                           | «Old Soldier's Memory» (노병사의 추억)                                                   | Чхве Кьон Сік                                 | Чхве Кьон Сік і Oasis Music Choir             | 2:23                                          |
| 17.                                           | «Old Soldier's Death» (노병사의 죽음)                                                    | Чхве Кьон Сік                                 | Чхве Кьон Сік і Oasis Music Choir             | 1:40                                          |
| 18.                                           | «Nurse's Death» (간호사의 죽음)                                                          | Чхве Кьон Сік                                 | Чхве Кьон Сік і Oasis Music Choir             | 3:24                                          |
| 19.                                           | «Reason of Survival (1)» (생존의 이유 1)                                                 | Чхве Кьон Сік                                 | Чхве Кьон Сік і Oasis Music Choir             | 1:51                                          |
| 20.                                           | «Ha-rim's Theme» (하림의 Theme)                                                          | Чхве Кьон Сік                                 | Чхве Кьон Сік і Oasis Music Choir             | 1:50                                          |
| 21.                                           | «Twilight (2)» (황혼 2)                                                                  | Чхве Кьон Сік                                 | Чхве Кьон Сік і Oasis Music Choir             | 2:17                                          |
| 22.                                           | «Reason of Survival (2)» (생존의 이유 2)                                                 | Чхве Кьон Сік                                 | Чхве Кьон Сік і Oasis Music Choir             | 1:39                                          |
| 23.                                           | «Young Lovers» (어린 연인들)                                                             | Чхве Кьон Сік                                 | Чхве Кьон Сік і Oasis Music Choir             | 3:19                                          |
| 24.                                           | «The Gone Ones and the Others (2)» (떠난자와 남은 자 2)                                  | Чхве Кьон Сік                                 | Чхве Кьон Сік і Oasis Music Choir             | 2:20                                          |
| 25.                                           | «Love with Eve» (Eve와의 사랑)                                                           | Чхве Кьон Сік                                 | Чхве Кьон Сік і Oasis Music Choir             | 5:01                                          |
| 26.                                           | «For Reunion» (만남을 위하여)                                                            | Чхве Кьон Сік                                 | Чхве Кьон Сік і Oasis Music Choir             | 5:34                                          |
| 27.                                           | «Painter's Hand» (어느 화가의 손)                                                        | Чхве Кьон Сік                                 | Чхве Кьон Сік і Oasis Music Choir             | 2:32                                          |
| 28.                                           | «Reason of Survival (4)» (생존의 이유 3)                                                 | Чхве Кьон Сік                                 | Чхве Кьон Сік і Oasis Music Choir             | 2:01                                          |
| 29.                                           | «Unit 731» (731부대)                                                                     | Чхве Кьон Сік                                 | Чхве Кьон Сік і Oasis Music Choir             | 1:40                                          |
| 30.                                           | «(End Title: Love Theme) Eyes of Dawn — 2 Version» (End Title: Love Theme 여명의 눈동자) | Чхве Кьон Сік                                 | Чхве Кьон Сік і Oasis Music Choir             | 1:44                                          |

## Нагороди
| Рік  | Нагорода                   | Категорія                                         | Отримувач      | Результат | Примітки      |
| ---- | -------------------------- | ------------------------------------------------- | -------------- | --------- | ------------- |
| 1991 | Премія MBC драма           | Нагорода за високу майстерність, Найкращий актор  | Чхве Че Сон    | Перемога  | [ 9 ]         |
| 1991 | Премія MBC драма           | Нагорода за високу майстерність, Найкраща акторка | Чхе Сі Ра      | Перемога  | [ 9 ]         |
| 1991 | Премія MBC драма           | Найкращий новий актор                             | Чон Мьон Хван  | Перемога  |               |
| 1992 | Премія мистецтв Пексан     | Велика нагорода (Тесан)                           | «Очі світанку» | Перемога  | [ 10 ] [ 11 ] |
| 1992 | Премія мистецтв Пексан     | Найкращий серіал                                  | «Очі світанку» | Перемога  | [ 10 ] [ 11 ] |
| 1992 | Премія мистецтв Пексан     | Найкраща режисерська робота (телебачення)         | Кім Чон Хак    | Перемога  | [ 10 ] [ 11 ] |
| 1992 | Премія мистецтв Пексан     | Найкраща чоловіча роль (телебачення)              | Чхве Че Сон    | Перемога  | [ 10 ] [ 11 ] |
| 1992 | Премія мистецтв Пексан     | Найкраща жіноча роль (телебачення)                | Чхе Сі Ра      | Перемога  | [ 10 ] [ 11 ] |
| 1992 | Премія мистецтв Пексан     | Нагорода за популярність (чоловіки) (телебачення) | Пак Сан Вон    | Перемога  | [ 10 ] [ 11 ] |
| 1992 | Премія мистецтв Пексан     | Технічна нагорода (телебачення)                   | Чо Су Хьон     | Перемога  | [ 10 ] [ 11 ] |
| 1992 | Korean Broadcasting Awards | Найкраща драма                                    | «Очі світанку» | Перемога  |               |

## Виноски
1. 1 2  В оригіналі — кор. 까치 며느리.